# John Frusciante
John Anthony Frusciante (New York, 5 maart 1970) is een Amerikaans gitarist, zanger, songwriter en muziekproducer. Hij is vooral bekend als bandlid van de Red Hot Chili Peppers, waarmee hij zeven studioalbums uitbracht. Als soloartiest bracht hij tien albums uit onder zijn eigen naam. Zijn solowerk beslaat een verscheidenheid aan genres, variërend van experimentele rock en ambient tot new wave en elektronica. Vanwege zijn aparte gedrag wordt hij soms ook wel 'Freaky Frusciante' genoemd.
Frusciante kwam in 1988 op achttienjarige leeftijd bij de Red Hot Chili Peppers. Met hem erbij bracht de band in 1989 Mother's Milk uit en verscheen in 1991 Blood Sugar Sex Magik, het album waarmee de Chili Peppers wereldwijd doorbraken. Frusciante voelde zich echter dusdanig overspoeld door de roem, dat hij in 1992 uit de band stapte. Hij werd een kluizenaar, raakte verslaafd aan cocaïne, alcohol en heroïne en belandde in een depressieve periode waarin hij twee lofi-albums uitbracht; Niandra LaDes and Usually Just a T-Shirt (1994) en Smile from the Streets You Hold (1997).
In 1998 wist Frusciante succesvol af te kicken en sloot hij zich weer aan bij de Peppers, die in de tijd van zijn afwezigheid muzikaal gezien een dip hadden beleefd. Hij werkte mee aan de successen Californication (1999), By the Way (2002) en Stadium Arcadium (2006). Zijn soloalbum To Record Only Water for Ten Days kwam uit in 2001. In 2004 bracht Frusciante in een creatieve opwelling zes albums uit, met op ieder album verschillende muziekstijlen en opnametechnieken. In 2009 verliet Frusciante opnieuw de Red Hot Chili Peppers en kwam zijn album The Empyrean uit.
Erkenning voor zijn gitaarspel kreeg Frusciante in 2003 met een achttiende plaats op de lijst van The 100 Greatest Guitarists of All Time van muziektijdschrift Rolling Stone en in 2010 met zijn verkiezing tot beste gitarist van de afgelopen dertig jaar in een poll van de BBC.

## Biografie

### Jeugd
Frusciantes jeugdinvloeden waren Jimi Hendrix, Fugazi en Frank Zappa. Op zijn 12e, zo zei hij in een interview, kon hij alle nummers van Jimi Hendrix meespelen in de platenwinkel. Op 15-jarige leeftijd zag hij de Red Hot Chili Peppers spelen in het Variety Arts Center in Los Angeles en was direct verkocht, iets wat later zijn leven veranderde. Op 16-jarige leeftijd besloot hij uit huis te gaan en een appartement in LA te zoeken om daar een baan te vinden als muzikant. Hij is zijn jeugd vooral doorgekomen met "gitaarspelen en masturbatie", zei hij in een interview. Frusciantes eerste (elektrische) gitaar was een Fender Stratocaster waarop hij z'n hele leven is blijven spelen. Deze gitaar had hij gekregen nadat hij aan z'n ouders had laten zien dat hij op een akoestische gitaar het gehele album van The Sex Pistols kon spelen en het dus tijd werd voor een elektrische. Hij wilde een Stratocaster omdat Jimi Hendrix daar op speelde.

### Eerste periode bij de Peppers
In 1988 werd Frusciante door bassist Flea gevraagd om auditie bij de Red Hot Chili Peppers te doen om Hillel Slovak, die was overleden aan een overdosis heroïne, te vervangen. Hoewel hij net was aangenomen bij de band Thelonious Monster, koos Frusciante toch voor de Peppers, zijn favoriete band. Als eerbetoon aan Hillel Slovak, die een van Frusciantes idolen was, is hij verder gaan spelen op de gitaar van Hillel. Het was een Fender Stratocaster. Deze gitaar is tijdens een brand in Frusciantes huis verloren gegaan.
Frusciante maakte twee albums met de Peppers, Mother's Milk (1989) en Blood Sugar Sex Magik (1991). Die laatste plaat betekende de grote doorbraak voor de Peppers, met nummers als "Give It Away", "Suck My Kiss", "Breaking The Girl" en de wereldhit "Under The Bridge". Tijdens de Japanse tournee in 1992 stapte hij uit de band. Hij zei tegen Flea: "Zeg maar dat ik gek geworden ben ofzo." De toenemende populariteit van de band, zijn latente drugsverslaving en het intensieve toeren werden hem te veel. Hij was, zoals hij later in interviews zou zeggen, "een jongen die tot voor kort met alleen een gitaar op zijn kamer had gezeten." Met de gekte die hem nu omringde kon hij, naar eigen zeggen, niet omgaan.

### Eerste soloperiode
Frusciante begon veel heroïne, alcohol en cocaïne te gebruiken om om te gaan met zijn depressie die hij had gekregen nadat hij de Red Hot Chili Peppers had verlaten. Tijdens de Blood Sugar Sex Magik-sessies had hij muziek opgenomen die later de eerste helft zou vormen van zijn eerste solo-album, een lo-fi-plaat genaamd Niandra LaDes and Usually Just a T-Shirt. De tweede helft van het album werd opgenomen in 1993 en op 8 maart 1994 werd het album uitgebracht op Rick Rubins label American Recordings. Hoewel het volgens een tegenwoordiger van American Recordings geen mainstream succes kon hebben, kreeg het album over het algemeen goede kritieken. Over het album deed Frusciante een interview met Bram van Splunteren van de VPRO, waarin hij vertelde over zijn drugsgebruik en het album.
In 1997 bracht hij zijn tweede solo-album uit, Smile from the Streets You Hold, uit. Dit album is nog veel donkerder dan Niandra LaDes and Usually Just a T-Shirt. De muziek op beide albums vertoont door zijn buitensporigheid veel overeenkomst met werk van andere outsider art muzikanten als Syd Barrett en Daniel Johnston. Frusciante haalde Smile from the Streets You Hold later uit de handel. Hij trad op in de viper room in 1993, een concert dat slechts uit het lied 'life's bath' bestond, dit was de nacht dat de acteur River Phoenix het leven liet voor de deuren van de viper room. Van concerten uit 1995 is er maar één tape gekend. Na meermaals de afkickklinieken te bezoeken besloot hij te stoppen met hard drugs aan het einde van het jaar 1996. Kort daarna zou John Frusciante weer enkele concerten geven als soloartiest. De bekendste hiervan is het concert in de viper room in 1997. Hij speelde veel fouten op deze concerten omdat hij nog nauwelijks gitaar speelde. Er werd besloten een groep te beginnen om mee op tournee te gaan. De groep bestond uit: John Frusciante (gitaar en zang), Norwood Fisher (basgitaar) en Chris Warren (drums). Deze tournee was de zogenaamde 'nuttstalk tour'. Een Amerikaanse tournee dat uit een tiental concerten bestond en dit keer muzikaal beïnvloed was door grungegroepen zoals Nirvana. Hierna volgde een korte tournee met zanger Bob Forest.

### Tweede periode bij de Peppers
Nadat Frusciante uiteindelijk was afgekickt, werd hij in juni 1998 opnieuw door de Red Hot Chili Peppers gevraagd om zich bij de band te voegen. De band had net een maand eerder zijn vervanger, Dave Navarro, de deur gewezen. De herenigde Peppers brachten in 1999 het album Californication uit, dat heel anders klonk dan zijn voorgangers. Californication werd een commercieel succes: het overtrof zelfs de verkoop van Blood Sugar Sex Magik, dat algemeen beschouwd werd als het beste album van de Peppers.
Frusciante heeft in het begin plastische chirurgie ondergaan aan zijn gebit en kaken, omdat hij tijdens zijn verslaving zijn gebit volledig verwaarloosd heeft.

### Solocarrière sinds 2001
In 2001 bracht Frusciante een nieuwe solo-cd uit: To Record Only Water for Ten Days. Deze cd was anders dan de vorige twee: Frusciante zingt hier helderder op. Het album bevat onder andere de nummers "Going Inside" en "Murderers", twee van zijn bekendste nummers. Zijn zang is ook goed te horen in het in 2002 uitgebrachte Peppers-album By The Way.

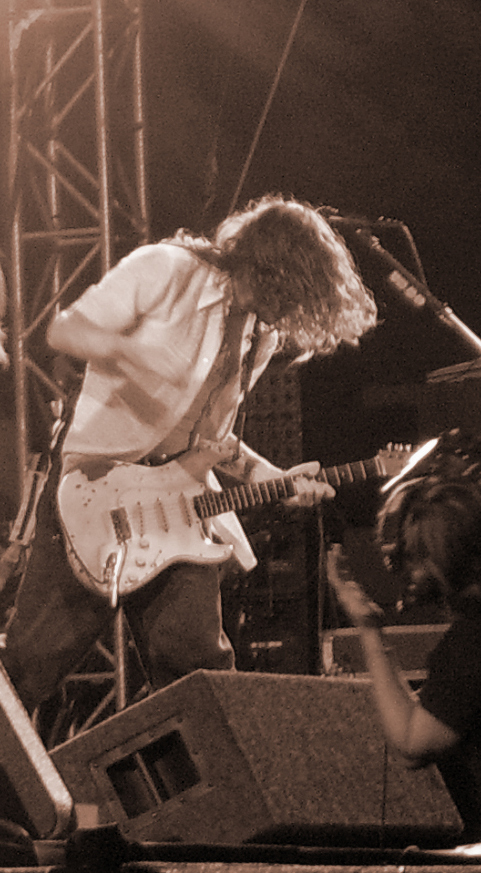
Frusciante in juli 2006 met de Red Hot Chili Peppers in het Madejski Stadium in Reading.

In 2004 kwam Shadows Collide with People uit, met gastoptredens van Frusciantes vrienden Josh Klinghoffer en Omar Rodriguez-Lopez. Het album bevat onder andere het bekende nummer "Song to Sing when I'm Lonely". Shadows Collide With People maakt geen deel uit van Record Collection. Hij was van plan in 2004 zes albums in zes maanden uit te brengen, maar door vertragingen werden dat er vijf. Het zesde album, Curtains, werd uitgebracht in 2005, maar is wel gemasterd binnen de zes maanden. Deze opmerkelijke prestatie van zes albums in zes maanden wordt de Record Collection genoemd. In Record Collection doorkruist hij enkele verschillende stijlen: Inside of Emptiness is een stevig rockalbum in de stijl van Red Hot Chili Peppers, A Sphere in the Heart of Silence, opgenomen met Josh Klinghoffer, is elektronisch, Automatic Writing van Ataxia heeft iets experimenteels en Curtains is wat aan de klassieke kant. De doosjes van Record Collection zijn alle van karton.
In 2004 vormde hij samen met Joe Lally (de bassist van Fugazi) en Josh Klinghoffer de band Ataxia. Het debuutalbum van Ataxia, Automatic Writing, is deel van de Record Collection.
In januari 2009 bracht hij zijn nieuwste album uit, The Empyrean, een psychedelisch album dat werd opgenomen tussen 2006 en 2008. Het album bevat onder andere een versie van Tim Buckleys "Song to the Siren".
Ook droeg hij bij aan enkele nummers van The Mars Volta, de band van bovengenoemde Rodriguez-Lopez, waaronder een solo in het nummer "L'Via L'Viaquez".
In de zomer van 2012 kwam de ep Letr-Lefr uit en in september het album PBX Funicular Intaglio Zone.

### Stadium Arcadium
In 2006 kwam het nieuwe album van de Red Hot Chili Peppers uit: Stadium Arcadium. Frusciante beweert dat dit een van zijn meesterwerken is. Zijn gitaarspel is op dit album heel wat dominanter dan op zijn vorige albums met de Peppers, met een groot aantal tracks die gitaarsolo's bevatten. Op de meerderheid van de songs zingt hij bovendien als backing vocal. Opvallend is dat Frusciante in Stadium Arcadium gebruikmaakt van een heel arsenaal gitaareffecten, in tegenstelling tot zijn voorgaande werken, waar hij het eerder simpel hield. Frusciantes stijl in Stadium Arcadium doet dan ook enorm denken aan die van gitaarlegende Jimi Hendrix, een van zijn grote idolen.

### Tweede vertrek bij de Red Hot Chili Peppers
Op 16 december 2009 maakt Frusciante op zijn website bekend dat hij de Red Hot Chili Peppers al bijna 1 jaar eerder heeft verlaten. In zijn aankondiging maakt hij bekend dat hij begrijpt dat zijn rol bij Red Hot Chili Peppers voor velen heel belangrijk is geworden, maar dat kunst niet iets is wat je maakt om publiek een dienst te bewijzen maar omdat je het zelf leuk, opwindend en interessant vindt. Hij heeft nu meer tijd om zich te storten op zijn solocarrière. Josh Klinghoffer is zijn opvolger bij de Red Hot Chili Peppers. Klinghoffer speelde tijdens de tournee van 2006 en 2007 al een rol tijdens de optredens. Ook de vriendschap tussen Frusciante en Klinghoffer speelt een rol.
15 december 2019, op een dag na tien jaar later kondigden de Red Hot Chili Peppers de terugkeer van Frusciante in de band aan.

## Invloeden
Hoewel Jimi Hendrix de grootste invloed was van Frusciante, waren er ook andere invloeden waaronder avant-garde bands als Captain Beefheart & His Magic Band, The Residents, The Velvet Underground, Neu! en Kraftwerk. Frusciante benoemt verschillende gitaristen waaronder Greg Ginn, Pat Smear en Joe Strummer als zijn inspiratie voor gitaar spelen. In zijn jongere jaren begon hij zich te focussen op Jimi Hendrix, Frank Zappa, Led Zeppelin en minder bekende bands als Public Image Ltd., Siouxsie & the Banshees en The Smiths. Tijdens de opnames van Blood Sugar Sex Magik waren Frusciante's grootste invloeden Captain Beefheart, Lead Belly en Robert Johnson.

## Trivia
- In 1994 maakte Bram van Splunteren een documentaire van veertig minuten over John Frusciante, waarin beelden te zien zijn van een verslaafde John Frusciante, en vrienden, onder wie de zanger Bob Forrest van Thelonious Monster, en acteur River Phoenix.
- In een documentaire uit 2007 werd Frusciante "het muzikale meesterbrein van de Red Hot Chili Peppers" genoemd.
- Tijdens veel optredens, vooral sinds de verschijning van By the way, had Frusciante een korte solo waarin hij een of twee nummers uit zijn solocarrière speelde, of nummers van andere artiesten coverde.
- In 2007 heeft Frusciante in samenwerking met de Wu-Tang Clan een cover van het Beatles-nummer While My Guitar Gently Weeps, genaamd The Heart Gently Weeps, opgenomen.
- Frusciante werd bij het maken van zijn debuutalbum, Niandra LaDes and Usually Just a T-Shirt, geïnspireerd door het dochtertje van bandlid Flea. Op de albumhoes verwijzen de woorden "to Clara" hiernaar.
- In 2010 werd Frusciante verkozen tot beste gitarist van de laatste 30 jaar. Hierbij overtrof hij gitaristen als Slash, Jimmy Page en Eddie Van Halen.

## Discografie

### Solo
| Verschijningsdatum | Titel                                    | Platenmaatschappij  |
| ------------------ | ---------------------------------------- | ------------------- |
| 8 maart 1994       | Niandra LaDes and Usually Just a T-Shirt | American Recordings |
| 26 augustus 1997   | Smile from the Streets You Hold          | Birdman Records     |
| 13 februari 2001   | To Record Only Water for Ten Days        | Warner Music Group  |
| 2001               | From The Sounds Inside                   | Eigen beheer        |
| 5 maart 2001       | Going Inside (EP)                        | Warner Music Group  |
| 24 februari 2004   | Shadows Collide with People              | Warner Bros.        |
| 22 juni 2004       | The Will to Death                        | Record Collection   |
| 14 september 2004  | DC EP                                    | Record Collection   |
| 26 oktober 2004    | Inside of Emptiness                      | Record Collection   |
| 23 november 2004   | A Sphere in the Heart of Silence         | Record Collection   |
| 1 februari 2005    | Curtains                                 | Record Collection   |
| 20 januari 2009    | The Empyrean                             | Record Collection   |
| 17 juli 2012       | Letr-Lefr                                | Record Collection   |
| 24 september 2012  | PBX Funicular Intaglio Zone              | Record Collection   |
| 6 april 2014       | Enclosure                                | Record Collection   |
| 23 oktober 2020    | Maya                                     | Timesig             |

### Met deRed Hot Chili Peppers
- Mother's Milk (1989)
- Blood Sugar Sex Magik (1991)
- Californication (1999)
- By the Way (2002)
- Greatest Hits (2003)
- Live in Hyde Park (2004)
- Stadium Arcadium (2006)
- Unlimited Love (2022)
- Return of the dream canteen (2022)

### MetAtaxia
- Automatic Writing
- AW II

### MetSwahili Blonde
- Man Meat (2010)
- Psycho Tropical Ballet Pink (2011)

### Gastoptredens op albums vanThe Mars Volta
- Frances the Mute (2005)
- Amputechture (2006)
- The Bedlam in Goliath (2008)

## Hitlijsten

### Albums
| Album met eventuele hitnotering(en) in de Nederlandse Album Top 100 | Datum van verschijnen | Datum van binnenkomst | Hoogste positie | Aantal weken | Opmerkingen |
| ------------------------------------------------------------------- | --------------------- | --------------------- | --------------- | ------------ | ----------- |
| Shadows Collide with People                                         | 24-02-2004            | 06-03-2004            | 83              | 2            |             |
| The Empyrean                                                        | 20-01-2009            | 31-01-2009            | 61              | 1            |             |

| Album met hitnotering(en) in de Vlaamse Ultratop 200 albums | Datum van verschijnen | Datum van binnenkomst | Hoogste positie | Aantal weken | Opmerkingen |
| ----------------------------------------------------------- | --------------------- | --------------------- | --------------- | ------------ | ----------- |
| Shadows Collide with People                                 | 2004                  | 13-03-2004            | 80              | 2            |             |
| PBX Funicular intaglio zone                                 | 2012                  | 06-10-2012            | 161             | 1*           |             |

## Apparatuur

### Gitaren
- Fender 1957 Stratocaster, Sunburst, Fretloos
- Fender 1962 Stratocaster, Sunburst
- Fender 1962 Jaguar, Fiësta Red
- Fender 1965 Telecaster, Tobaccoburst
- Fender 1992 Stratocaster, YURI-editie
- Gretsch 1955 en 1965 White Falcon
- Fender 1963 Stratocaster, White
- Fender 1962 Stratocaster, Fiësta Red
- Gibson Les Paul Black Beauty
- Ibanez RG 250 DX
- Martin&co Acoustic
- Danelectro black
- Gibson Vintage ES-175, 1950
- Gibson ES-345

### Versterkers
2 Marshall Silver 25/50 Jubilee Tops (2 ampère),
1 Marshall 200 watt Major Top (1 ampère),
1 Marshall JMP Superbass.

### Cabinets
6 Marshall 4x12 Cabs, Loaded with stock celestion speakers.

### Pedalen
- Boss CS-3 Compressor/Sustainer
- Boss CE-1 Chorus Ensemble (v)
- Boss PSM-5 Switch
- Boss FZ-3 Fuzz
- Boss DM-2 Switch
- Boss DS-2 Turbo Distortion
- Boss FV-50 Volume
- Ibanez WH-10 Wah (v)
- MXR Phase 90 Phaser
- MXR Micro Amp
- Moogerfooger MF-101 Low-Pass Filter
- MF-105 MuRF
- MF-105B Bass MuRF
- MF-102 Ring Modulator
- Moog Expression Pedal
- Moog Control Processor
- Moog Bassmurf
- Moog Murf
- Moog Ringmod
- Moog 12-Stage Phaser
- MF-103 12-Stage Phaser
- CP-251 Control Processors
- EHX Big Muff Pi (v)
- EHX English Muffin'
- EHX Holy Grail Reverb
- EHX Microsynth
- EHX Electricmistress (v)
- EHX Pog (v)
- Zvex Zachary Fuzz Factory
- Dunlop Crybaby
- Mosrite Fuzzrite
- Digitech Whammy
- Digitech PDS2000 (v)
- Guyatone Tube Tremolo
- Univibe Stereochorus
- Fender Tube Reverb (v)
- Line6 FM4 Filter Modeler
- Line6 DL4 Delay Looper
- Foxx Fuzz Wah

(v)=Vintage

### Plectrum
- Dunlop Tortex (oranje) 0,60 mm.

### Snaren
- D`Addario .010-.046. set, met op de hoge e-snaar een 0,12 (dikte) snaar in plaats van 0,10 (dikte).